# Arzjom Wolkau
Arzjom Leanidawitsch Wolkau (belarussisch Арцём Леанідавіч Волкаў, russisch Артём Леонидович Волков/Artjom Leonidowitsch Wolkow; * 28. Januar 1985 in Nawapolazk, Weißrussische SSR, Sowjetunion) ist ein ehemaliger belarussischer Eishockeyspieler, der mit dem HK Junost Minsk mehrfach belarussischer Meister wurde.

## Karriere
Arzjom Wolkau spielte zu Beginn seiner Karriere als Eishockeyspieler bei Chimik Wizebsk und beim HK Wizebsk in der Extraliga. Während der Spielzeit 2001/02 wechselte er zum HK Junost Minsk, mit dem er 2004, 2005, 2006 und 2009 belarussischer Meister wurde. 2007 gewann er mit dem Klub den IIHF Continental Cup und 2008 wurde er als bester defensiver Stürmer in Belarus ausgezeichnet. 2009 wechselte er zum Ligakonkurrenten HK Homel, bei dem er drei Jahre blieb. Anschließend schloss er sich dem HK Schachzjor Salihorsk an, mit dem er ebenfalls in der Extraliga spielte, bevor er Ende 2013 zu Junost Minsk zurückkehrte, wo er bis Anfang 2015 blieb. In dieser Zeit absolvierte er auch sein erstes KHL-Spiel für den HK Dinamo Minsk. Anfang 2015 wechselte er zum russischen KHL-Klub HK Awangard Omsk, wo er die Saison beendete. Nachdem er auch die Spielzeit 2015/16 bei Junost begonnen hatte, wechselte er noch im Jahresverlauf zum HK Homel. Von 2016 bis 2019 spielte er bei Dinamo Minsk in der KHL, bevor er 2019 zum Extraligisten HK Dinamo Maladsetschna ging, bei dem er 2021 seine Karriere beendete.

### International
Für Belarus nahm Wolkau im Juniorenbereich zunächst an den U18-Weltmeisterschaften 2002 und 2003 in der Division Top-Division teil. Anschließend spielte er bei den U20-Junioren-Weltmeisterschaften 2003 und 2005 ebenfalls in der Top-Division und 2004 in der Division I, als er mit der besten Plus/Minus-Bilanz des Turniers zum Aufstieg der Belarussen in die Top-Division beitrug.
Im Seniorenbereich stand er erstmals im Aufgebot seines Landes bei der Eishockey-Weltmeisterschaft 2007 in der Top-Division. Dort spielte er auch bei den Weltmeisterschaften 2014, 2015 und 2017. Nachdem die Belarussen bei der WM 2018 ohne Wolkau aus der Top-Division abgestiegen waren, spielte er bei der Weltmeisterschaft 2019 in der Division I, als der direkte Wiederaufstieg in die Top-Division gelang. Dieser konnte wegen der weltweiten COVID-19-Pandemie jedoch erst 2021, ohne Wolkau, wahrgenommen werden. Zudem vertrat er seine Farben bei der Olympiaqualifikation für die Winterspiele in Pyeongchang 2018.

## Erfolge und Auszeichnungen
- 2004 Belarussischer Meister mit dem HK Junost Minsk
- 2005 Belarussischer Meister mit dem HK Junost Minsk
- 2006 Belarussischer Meister mit dem HK Junost Minsk
- 2007 Gewinn des IIHF Continental Cups mit dem HK Junost Minsk
- 2008 Bester defensiver Stürmer von Belarus
- 2009 Belarussischer Meister mit dem HK Junost Minsk

### International
- 2004 Aufstieg in die Top-Division bei der U20-Weltmeisterschaft der Division I, Gruppe B
- 2004 Beste Plus/Minus-Bilanz bei der U20-Weltmeisterschaft der Division I, Gruppe B
- 2019 Aufstieg in die Top-Division bei der Weltmeisterschaft der Division I, Gruppe A

## KHL-Statistik
(Stand: Ende der Saison 2020/21)